# Wünschet Jerusalem Glück, BWV Anh. 4
Wünschet Jerusalem Glück, BWV Anh. 4 (Pregueu per la pau de Jerusalem) és una cantata perduda de Bach per a l'elecció d'un nou Consell municipal de Leipzig, estrenada el 27 d'agost de 1725. El text és de Picander, publicat en la segona sèrie d'escrits diversos Ernst-Scherzhaffte und Satyrische Gedichte (Poemes seriosos, graciosos i satírics), apareguda l'any 1729. S'interpretà una segona vegada el 27 de juny de 1730 en commemoració del 200 aniversari de la Confessió d'Augsburg, catalogada com a BWV Anh. 4a. La música era una paròdia de la BWV Anh. 1